# جامعة ميشيغان الشرقية
جامعة ميشيغان الشرقية (بالإنجليزية:Eastern Michigan University) هي جامعة بحثية عامة في يبسيلانتي، ميشيغان، الولايات المتحدة. تأسست الجامعة عام 1849 باسم مدرسة ولاية ميتشيغان العادية. اليوم، يحكم الجامعة مجلس حكام مكون من ثمانية أعضاء يتم تعيين أعضائه من قبل حاكم ميشيغان لمدة ثماني سنوات. تنتمي المدرسة إلى مؤتمر منتصف أمريكا وهي معتمدة من قبل لجنة التعليم العالي. منذ عام 1991، عُرف الرياضيون في الاتحاد النقدي الأوروبي باسم «إيجلز» وتم اعتماد التميمة المدرسية (Swoop)، رسميًا من قبل الجامعة بعد ذلك بثلاث سنوات. وهي مصنفة ضمن «R2: الدكتوراه جامعات نشاط بحثي عالي».
تضم جامعة ميشيغان الشرقية حاليًا ثماني كليات ومدارس:  كلية الآداب والعلوم، وكلية الأعمال، وكلية التربية، وكلية الصحة والخدمات الإنسانية، وكلية التكنولوجيا، وكلية الموسيقى والرقص، وكلية الشرف، وكلية تخرج من المدرسة. يتكون موقع الجامعة من حرم جامعي أكاديمي ورياضي يمتد على 800 أكر (3.2 كـم2) ، مع أكثر من 120 مبنى. يبلغ إجمالي عدد الطلاب المسجلين في جامعة ميشيغان الشرقية أكثر من 16000 طالب.

## التاريخ

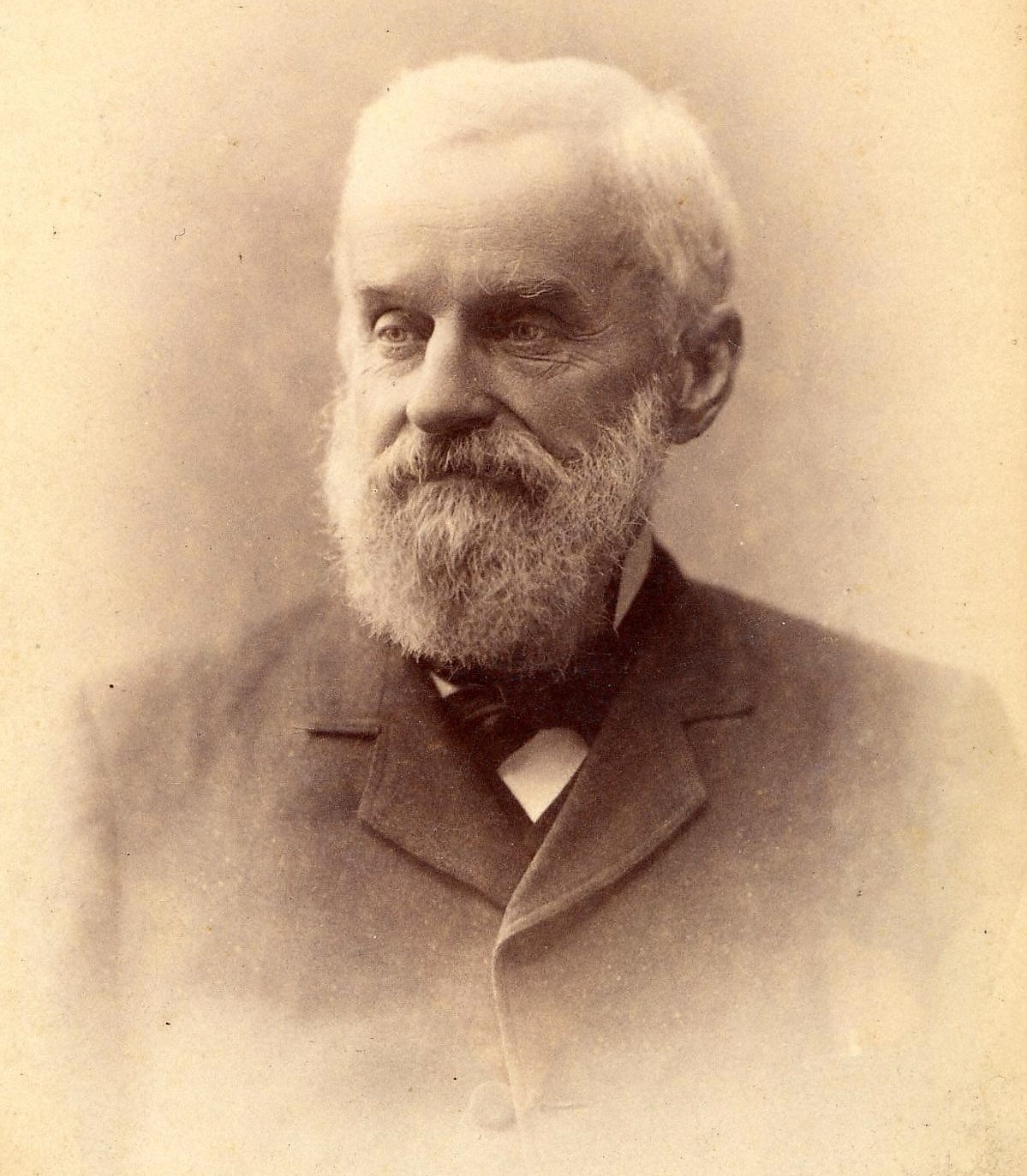
أدونيا ولش ، أول مدير لمدرسة ولاية ميتشيغان العادية

تأسست الجامعة عام 1849 وافتتحت أبوابها عام 1853 باسم مدرسة ولاية ميتشيغان العادية. كانت مدرسة ولاية ميتشيغان العادية الأولى في ميشيغان وأول مدرسة عادية تم إنشاؤها خارج المستعمرات الـ 13 الأصلية. بدأ مائة واثنان وعشرون طالبًا الدراسة في 29 مارس 1853. خدم ادونيا ولش كأول مدير لمدرسة ولاية ميشيغان للمعلمين. أنشأت ميشيغان نظامًا تعليميًا حكوميًا على غرار ألمانيا. كانت المدارس العادية لتدريب المعلمين على المدارس المشتركة، التي تم إنشاؤها بسرعة في مدن جديدة في الولاية.
في عام 1899، أصبحت المدرسة كلية ولاية ميتشيغان العادية عندما طورت أول منهج مدته أربع سنوات لكلية عادية في الأمة. بدأت المدرسة العادية في القرن العشرين باعتبارها المدرسة الإعدادية الأولى للمعلمين في ميشيغان وأصبحت أول مدرسة لتدريب المعلمين في الولايات المتحدة لديها برنامج للحصول على درجة لمدة أربع سنوات. استمرت المدرسة خلال الحرب العالمية الأولى، والكساد العظيم، والحرب العالمية الثانية، وتوسعت أكثر.  في عام 1956، في عهد الرئيس يوجين إليوت، أصبحت المدرسة رسميًا كلية ميشيغان الشرقية. كان هذا في الغالب بسبب التوسع في برامج المدرسة وزيادة الالتحاق بعد الحرب العالمية الثانية.
في عام 1959، أصبحت المدرسة جامعة، وحصلت على لقب جامعة ميشيغان الشرقية بعد إنشاء كلية الدراسات العليا (تم تقديم دروس الدراسات العليا لمدة عقدين، منذ عام 1939).  بين عامي 1959 و 1980 تم إنشاء كلية التربية، كلية الآداب والعلوم، كلية الدراسات العليا، كلية الأعمال، كلية الصحة والخدمات الإنسانية، وكلية التكنولوجيا. في أوائل سبعينيات القرن الماضي، تم تنظيم برامج تبادل الطلاب الدوليين، بما في ذلك مخطط مع كلية كوفنتري للتربية (جزء لاحقًا من جامعة وارويك) في بريطانيا.  في عام 2005، أصبح برنامج الشرف هو الكلية الفخرية لجامعة ميشيغان الشرقية.
في الآونة الأخيرة، تمت إضافة برامج موسعة، مثل التعليم المستمر (الذي يشمل جامعة ميشيغان الشرقية عبر الإنترنت)، ومراكز تدريب الشركات، والكلية العالمية، والعديد من المعاهد التي تركز على المجتمع. يبلغ متوسط عدد طلاب الجامعة اليوم حوالي 23000، منهم حوالي 5000 من طلاب الدراسات العليا. معظم البرامج عبارة عن مستوى جامعي أو ماجستير، على الرغم من أن الجامعة لديها برامج دكتوراه في القيادة التربوية والتكنولوجيا وعلم النفس. تولت الرئيسة السابقة للاتحاد النقدي الأوروبي سوزان دبليو مارتن، الحاصلة على درجة الدكتوراه، منصب الرئيس الثاني والعشرين للاتحاد في 7 يوليو 2008، بعد أن تم تغريم الجامعة مبلغًا قياسيًا بلغ 350.000 دولار أمريكي لعدم إبلاغ الطلاب بالاعتداء الجنسي والقتل. طالبة في غرفة سكنها.

### الحكم

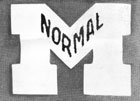
شعار مدرسة ولاية ميشيغان العادية

بموجب دستور ولاية ميشيغان لعام 1964، يحكم جامعة ميشيغان الشرقية مجلس حكام مؤلف من ثمانية أعضاء. يتم تعيين الحكام من قبل الحاكم، «بمشورة وموافقة مجلس الشيوخ»، ويخدمون لمدة ثماني سنوات. وينتخب الحكام بدورهم رئيس الجامعة.

## أكاديميون

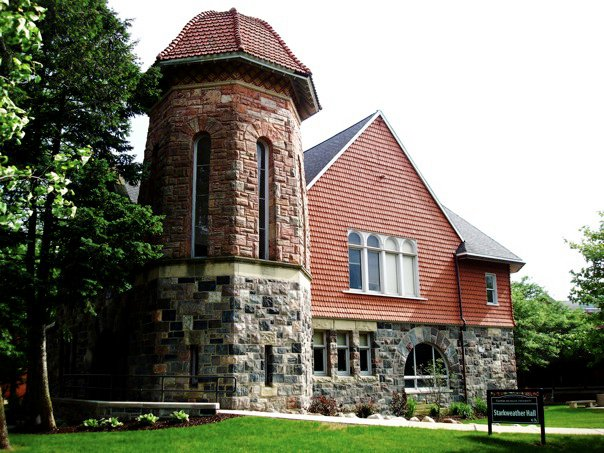
قاعة ستاركويدز هي أقدم مبنى في الحرم الجامعي.

تقدم جامعة ميشيغان الشرقية درجات وبرامج على مستويات البكالوريوس والماجستير والمتخصصين والدكتوراه. هناك أكثر من 200 تخصص وفرع على مستوى البكالوريوس، وأكثر من 170 برنامجًا للدراسات العليا. يوجد في جامعة ميشيغان الشرقية ستة أقسام أكاديمية وثمانية مواقع جامعية تشمل حرم جامعي تابع للأقمار الصناعية. تمامًا مثل العديد من الجامعات الكبيرة الأخرى، تقدم جامعة ميشيغان الشرقية دورات ودرجات عبر الإنترنت.

### الأقسام الأكاديمية
يوجد بالجامعة سبع كليات ومدارس:  كلية الآداب والعلوم، كلية الأعمال، كلية التربية، كلية الصحة والخدمات الإنسانية، كلية التكنولوجيا، كلية الشرف، وكلية الدراسات العليا. تعالج الكلية الفخرية ومدرسة الدراسات العليا الدورات التي تعتبر مع مرتبة الشرف وبرنامج الدراسات العليا داخل الكليات المختلفة. تقدم جامعة ميشيغان الشرقية دورات الدراسات العليا منذ عام 1939. تضم كلية الدراسات العليا ما يقرب من 5000 طالب مسجلين في برامج الماجستير والدكتوراه ويقع مقرها في بون هول.

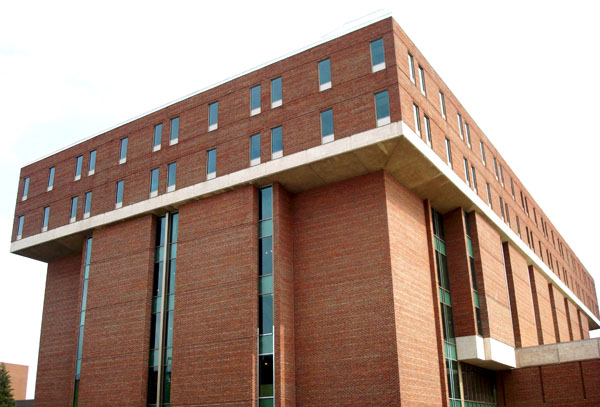
صلي هارولد

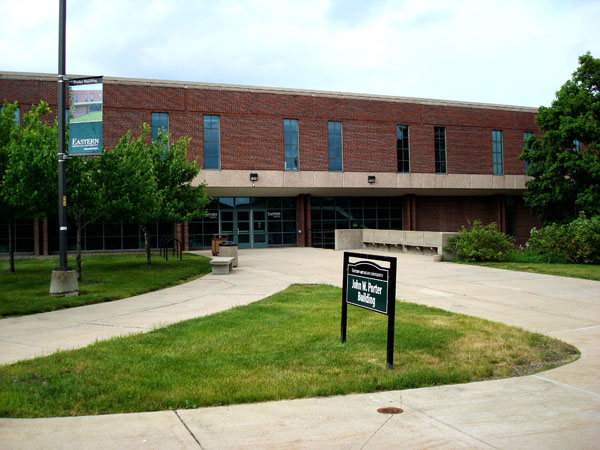
قاعة بورتر

أقدم كليتين في الجامعة هما كلية الآداب والعلوم وكلية التربية. أكبر كلية هي كلية الآداب والعلوم مع 125 برنامج دراسي. علاوة على ذلك تشرف على معظم المرافق مثل معرض فورد وقاعة شيرزر ومركز كريسجي للتثقيف البيئي ومرفق أبحاث البيئة الأرضية والمائية وقاعة بيز. تتمتع منطقة ميشيغان الشرقية بتاريخ طويل في تطوير المعلمين منذ تأسيسها. يفخر الاتحاد النقدي الأوروبي بأنه أكبر منتج للعاملين في مجال التعليم في البلاد منذ عام 1991. يعد قسم التربية الخاصة بجامعة ميشيغان الشرقية من بين أقدم برامج التعليم الخاص في الولايات المتحدة، وقد بدأ في عام 1923.

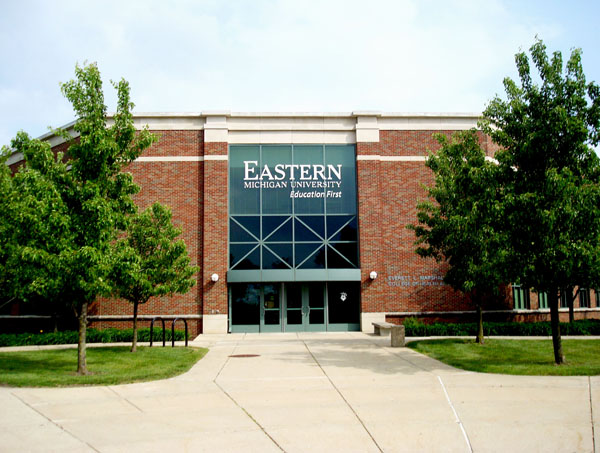
مارشال هول

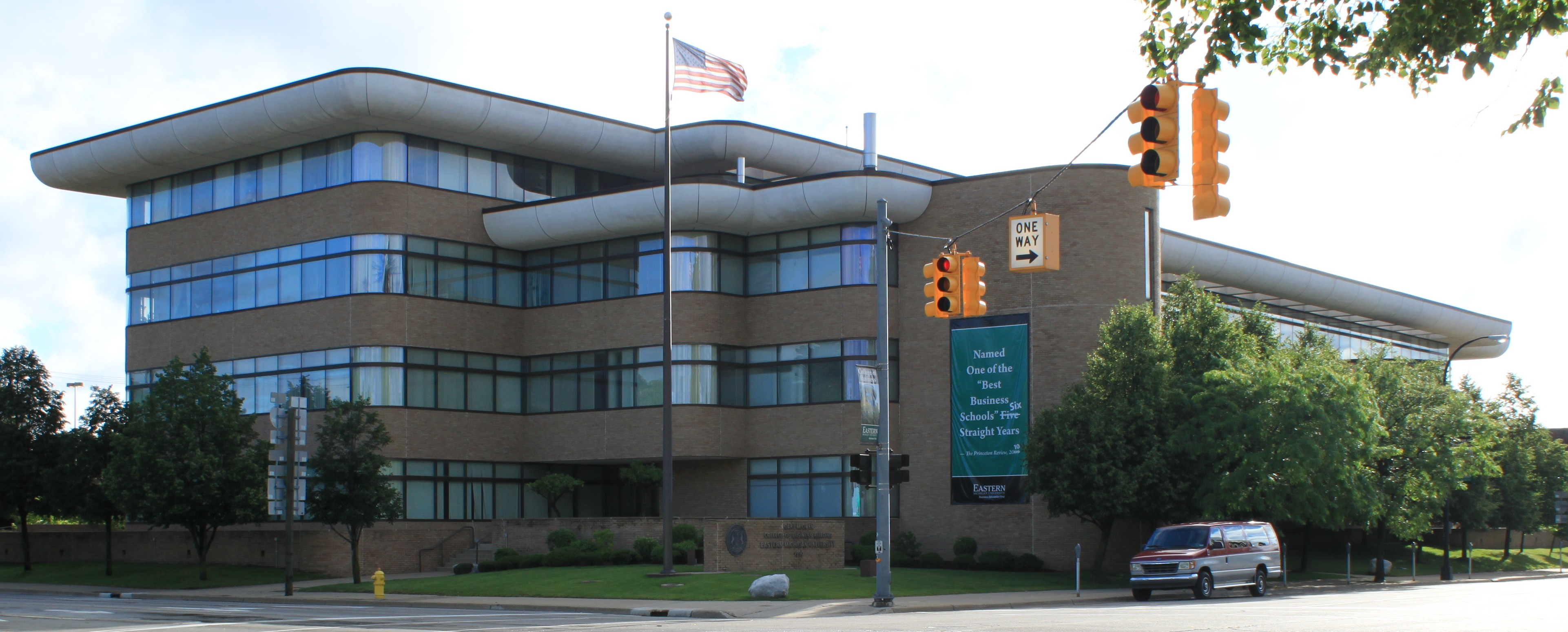
كلية الأعمال

تأسست كلية الأعمال في عام 1964. تعد هي الكلية الوحيدة التي لا توجد في الحرم الجامعي الرئيسي، وتقع في مبنى جاري م. أوين في وسط مدينة يبسيلانتي.  تشتهر بإقامة أول أسبوع جمعية الشرف الروحانية والروحانية في البلاد. 
أنشأت جامعة ميشيغان الشرقية كلية الخدمات الإنسانية في عام 1975. في النهاية غيرت الجامعة الاسم إلى كلية الصحة والخدمات الإنسانية في 21 أبريل 1982.
أحدث كليتين تم إنشاؤهما هما كلية التكنولوجيا في عام 2008 وكلية هونورز في عام 2005.   بدأ برنامج الشرف في الاتحاد النقدي الأوروبي عام 1984.

## حرم الجامعة

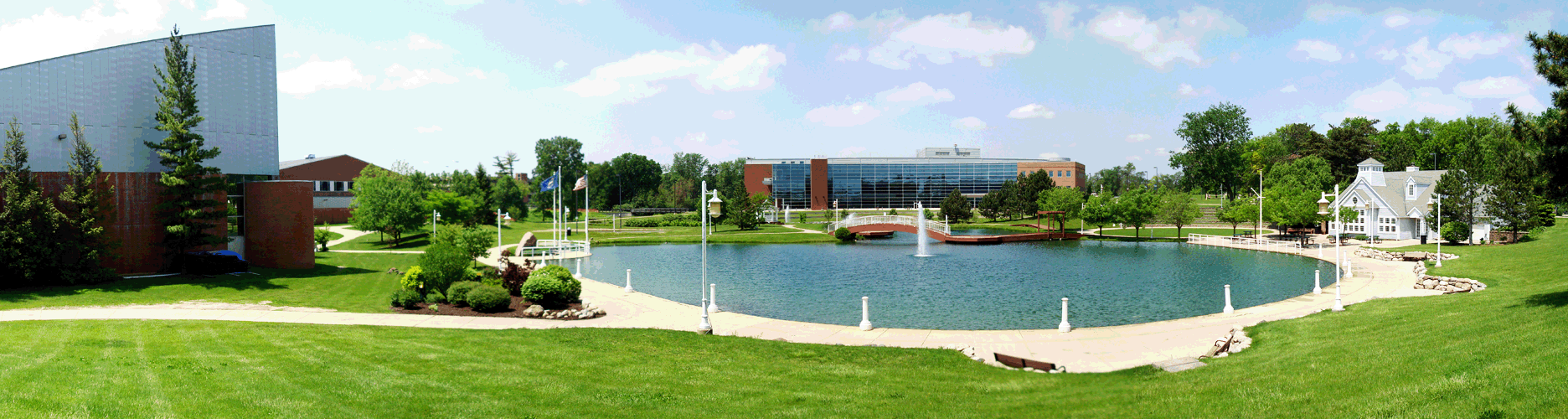
يونيفيرسيتي بارك كما رأينا في 2011. من اليسار إلى اليمين

### الحرم الجامعي يبسيلانتي الرئيسي
يقع الحرم الجامعي الرئيسي جامعة ميشيغان الشرقية في يبسيلانتي، ميشيغان، ويتألف من 122 مبنى ويمتد على 800 أكر (3.2 كـم2) .

### كلية إدارة الأعمال

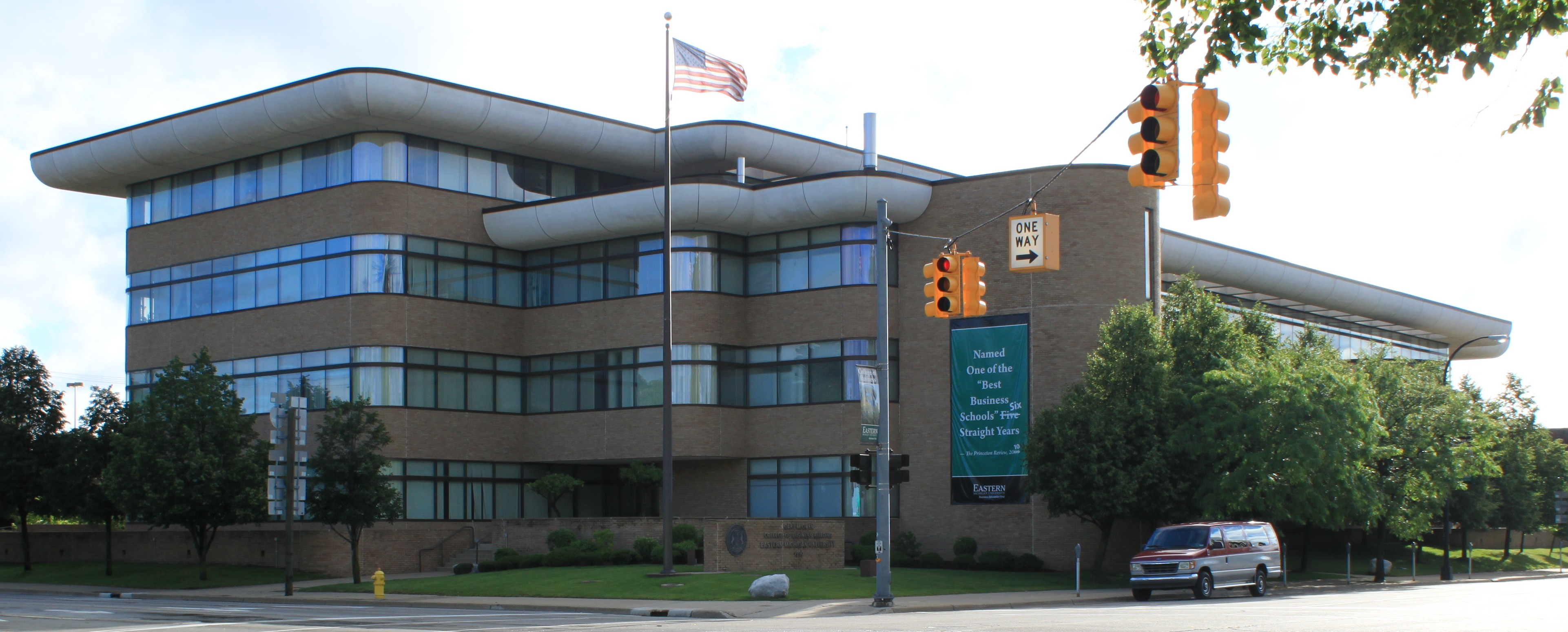
مبنى جاري م. أوين ، الذي يضم كلية الأعمال

تقع كلية إدارة الأعمال في مبنى جاري م. أوين في وسط مدينة يبسيلانتي، وهي متصلة بالحرم الجامعي الرئيسي بواسطة خدمة حافلات مكوكية. تم تسمية المبنى على اسم مشرع الولاية غاري أوين.

### مواقع الأقمار الصناعية

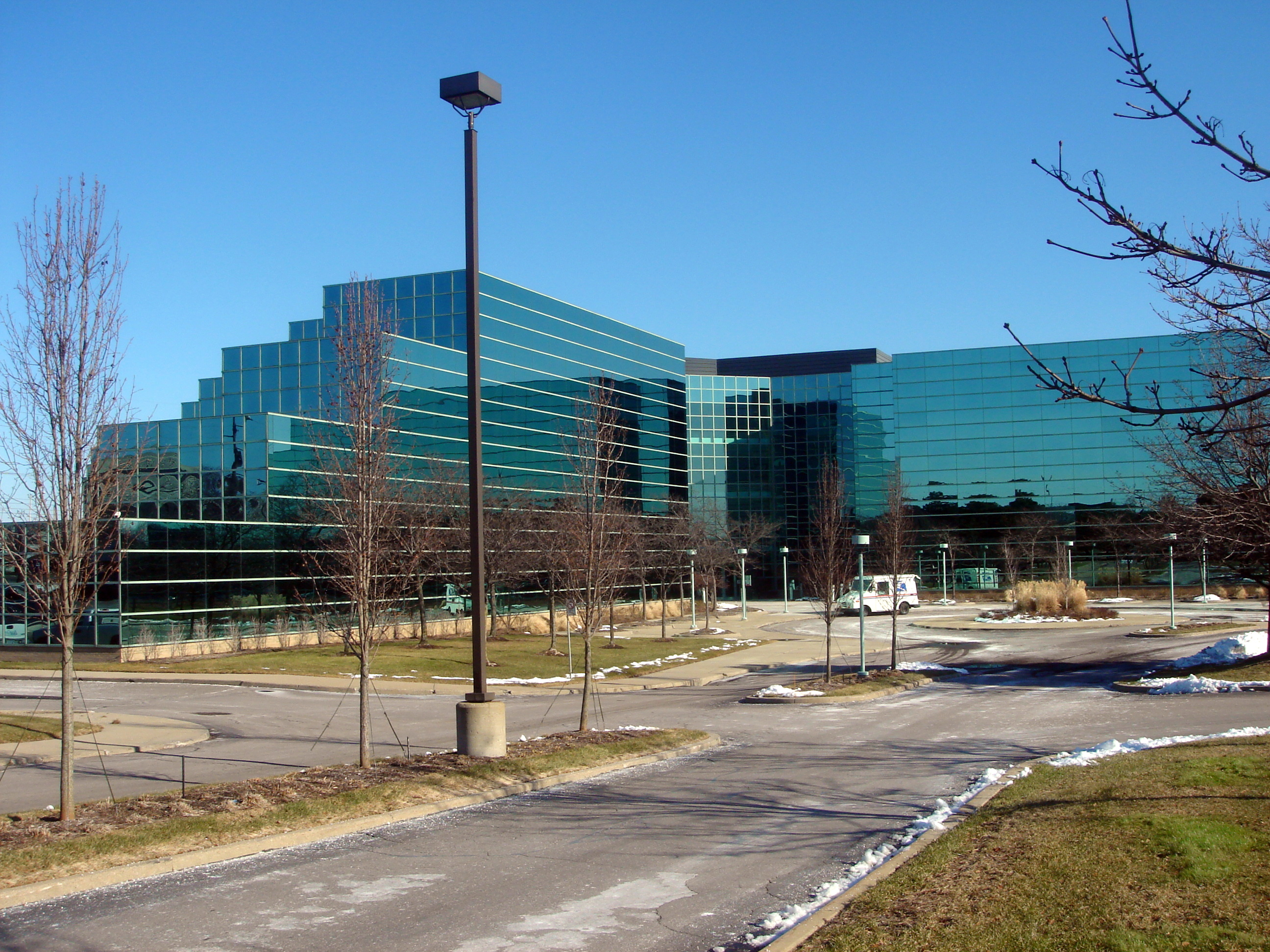
جامعة ميشيغان الشرقية ليفونيا

تقدم جامعة ميشيغان الشرقية دورات في ثمانية مواقع تابعة للأقمار الصناعية.

## الحياة الطلابية
تمامًا مثل العديد من الجامعات الكبيرة، يوجد في جامعة ميشيغان الشرقية العديد من المرافق الموجهة للطلاب خارج الفصل الدراسي. يوجد بالجامعة مسرحيات ومسرحيات موسيقية وتنظيمات طلابية وأنشطة اجتماعية متنوعة للطلاب.

### المنظمات الطلابية
تقع المنظمات الطلابية في الجانب الشرقي ضمن الحياة في الحرم الجامعي. تحتوي معظم الأقسام الأكاديمية في الحرم الجامعي على منظمة طلابية واحدة على الأقل للطلاب المهتمين بهذا المجال. تضم جامعة ميشيغان الشرقية أكثر من 340 ناديًا ومنظمة طلابية.

### وسائل الإعلام والمنشورات في الحرم الجامعي
تُنشر الصدى الشرقي، وهي صحيفة الطلاب المستقلة التابعة للاتحاد النقدي الأوروبي، ثلاث مرات في الأسبوع خلال فصلي الخريف والشتاء ومرة واحدة في الأسبوع خلال فصل الربيع، فضلاً عن نشر المحتوى عبر الإنترنت. وفازت الورقة بثماني جوائز في مسابقة اتحاد الصحافة الجماعية في ميتشجن، القسم الأول لعام 2005، بما في ذلك المركز الثاني في فئة التميز العام. لا تخضع الصحيفة، التي يتم تمويلها من خلال عائدات الإعلانات وأموال الجامعة، لرقابة الجامعة التحريرية.
أيضًا جزء من المكتب الإعلامي للطلاب في جامعة ميشيغان الشرقية هوجذور القبو ، مجلة الأدب والفنون الجميلة التي يديرها الطلاب. احتفلت جذور القبو بعيدها الخامس والثلاثين في عام 2006 بأسبوع من الأحداث التي سلطت الضوء على تاريخ النشر. جذور القبو هو الفائز خمس مرات بالجائزة الوطنية لتنظيم ضربات القلب للتصميم، وهي جائزة غالبًا ما تعادل جائزة بوليتسر لمستوى الكلية، بالإضافة إلى العديد من الجوائز الأخرى.

### التقاليد

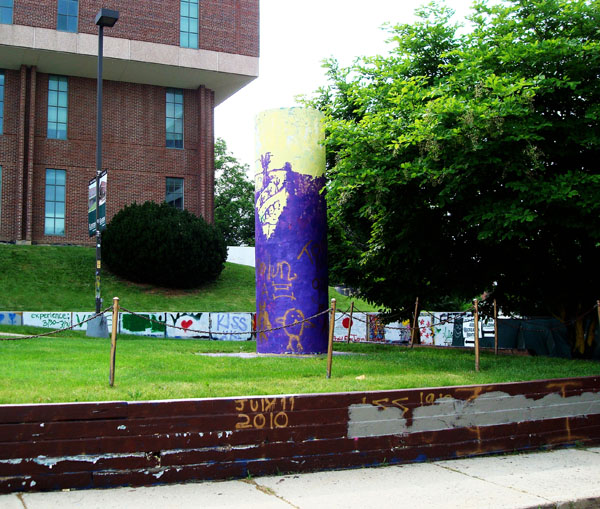
كشك براي هارولد.

يوجد في ميشيغان الشرقية العديد من التقاليد على مستوى الحرم الجامعي طوال العام الدراسي. تشمل التقاليد العريقة العودة إلى الوطن وأسبوع مارتن لوثر كينغ جونيور واستخدام الطلاب كشك براي هارولد.
إن كشك براي هارولد عبارة عن عمود إسمنتي كبير خارج مركز سنو هيلث. تم رسم العمود من قبل العديد من المنظمات للتوعية بالحرم الجامعي والإعلانات ووحدة التنظيم. الأسطورة هي أن الكشك بدأ كسارية علم وتراكمت طبقات من الطلاء على مر السنين. 
يقام مهرجان فاهيتا خلال عطلة نهاية الأسبوع الترحيبية والتوجيهية للمدرسة في سبتمبر. يجمع هذا الحدث أكثر من مكاتب الحرم الجامعي والمنظمات الطلابية 300 معًا في متنزه الجامعة وبوين فيلد هاوس لعرض منظمات وخدمات الحرم الجامعي. يحدث المجتمع يغرق أيضًا أثناء التوجيه ويوفر الفرصة للطلاب والموظفين وأعضاء هيئة التدريس للمشاركة في الخدمة في مجتمع يبسيلانتي. 
تشمل تقاليد الحرم الجامعي خلال فصل الشتاء في
الجانب الشرقي ما يلي: اسبوع ايثروس؛ جوائز الميدالية الذهبية؛ تتابع مدى الحياة؛ وأسبوع مارتن لوثر كينغ جونيور، الذي أقيم بالتزامن مع عطلة يوم مارتن لوثر كينغ جونيور، مع المتحدثين وأحداث بناء المجتمع والجوائز احتفالاً بالملك وحلمه.  أسبوع اثروس هو حدث سنوي لمدة أسبوع يحدث في مارس ويقودها COB . يعزز الحدث تعليم أخلاقيات العمل والأخلاق.  يتم تقسيم جوائز الميداليات الذهبية إلى احتفالين. بدأت جوائز الميدالية الذهبية في عام 1982 ويتم تنظيمها من قبل قسم شؤون الطلاب في الجانب الشرقي لتكريم أعضاء هيئة التدريس والطلاب والموظفين. في عام 1996، تم إنشاء جوائز الميدالية الذهبية للطلاب. حفل توزيع الجوائز تكريمًا لقادة الطلاب أو المنظمات الطلابية أو برامج الأقسام أو الأنشطة أو الخدمات. يُقام حدث تتابع الشرقية مدى الحياة على مدار 24 ساعة سنويًا في يونيفيرسيتي بارك، وقد بدأ في عام 1985. يتركز الحدث على دعم جمعية السرطان الأمريكية. يجلب الحدث منظمات الحرم الجامعي من الحرم الجامعي بأكمله.  أقيم الحدث في أوقات مختلفة خلال العام ولكن في الآونة الأخيرة أقيم الحدث في أوائل أبريل قبل نهاية العام الدراسي.

### صالات وشقق سكنية

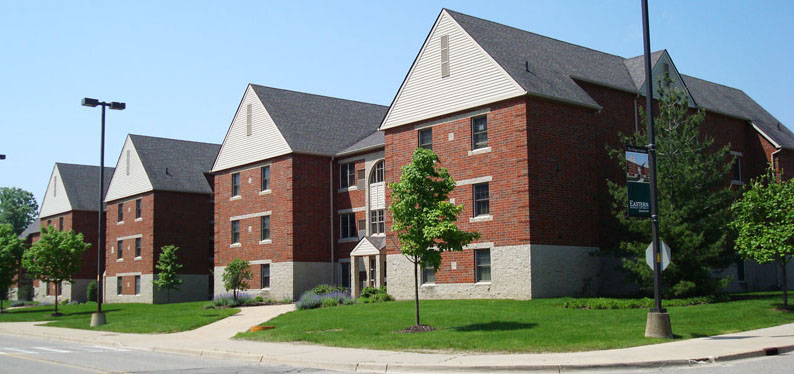
مجمع القرية.

يوجد في جامعة ميشيغان الشرقية 14 مبنى سكني. اعتبارًا من خريف 2014، ستشمل قاعات الإقامة الخاصة بالسنة الأولى فقط بوتنام وفيلبس. تشمل خيارات المعيشة للطلاب في المجمعات السكنية الثلاثة. سيلرز، وايز، والتون، داونينج، وايز، هيل، هويت، بيتمان وبيست هاوس جميع الطلاب، بغض النظر عن ترتيب الفصل. يقيم طلاب مرتبة الشرف في داونينج وبيست هولز. وشملت المواقع السابقة جونز وجودارد هولز.  
وفقًا للجامعة،   طالب في الحرم الجامعي. في خريف عام 2010، بدأت جامعة ميشجان في إسكان بعض الطلاب المتفرغين في مجمع القرية من كلية مجتمع واشتناو، التي تبعد أقل من نصف ميل، ولكن انتهى البرنامج في عام 2011 عندما ارتفع معدل الالتحاق بالسكن.
في عام 2011، أصبحت ميشيغان الشرقية أول جامعة في ميشيغان والثامنة على مستوى البلاد تقدم برنامجًا مستهدفًا لإيواء الآباء الوحيدين مع أطفالهم في الحرم الجامعي. سيؤوي البرنامج، الذي يُطلق عليه اسم «مفاتيح الدرجات»، العائلات ذات العائل الواحد بالقرب من بعضها البعض في أحد المجمعات السكنية داخل الحرم الجامعي في ميشيغان الشرقية، وسيقدم دعمًا أكاديميًا وشخصيًا إضافيًا للمسجلين. 

### تناول الطعام

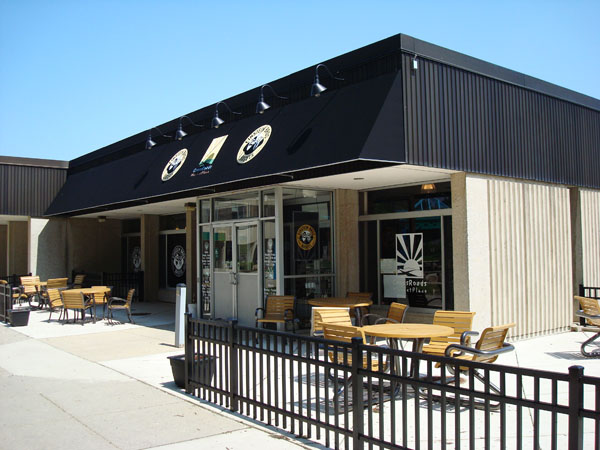
سوق كروس رودز

يتم تشغيل خدمات تناول الطعام في الاتحاد الاقتصادي والنقدي من قبل التعليم العالي كومباس جروب.
تشمل المرافق قاعة طعام واحدة على طراز البوفيه، وقاعتين لتناول الطعام حسب الطلب، وقاعة طعام في مركز الطلاب، ومتاجر في جميع أنحاء الحرم الجامعي.

## ألعاب القوى

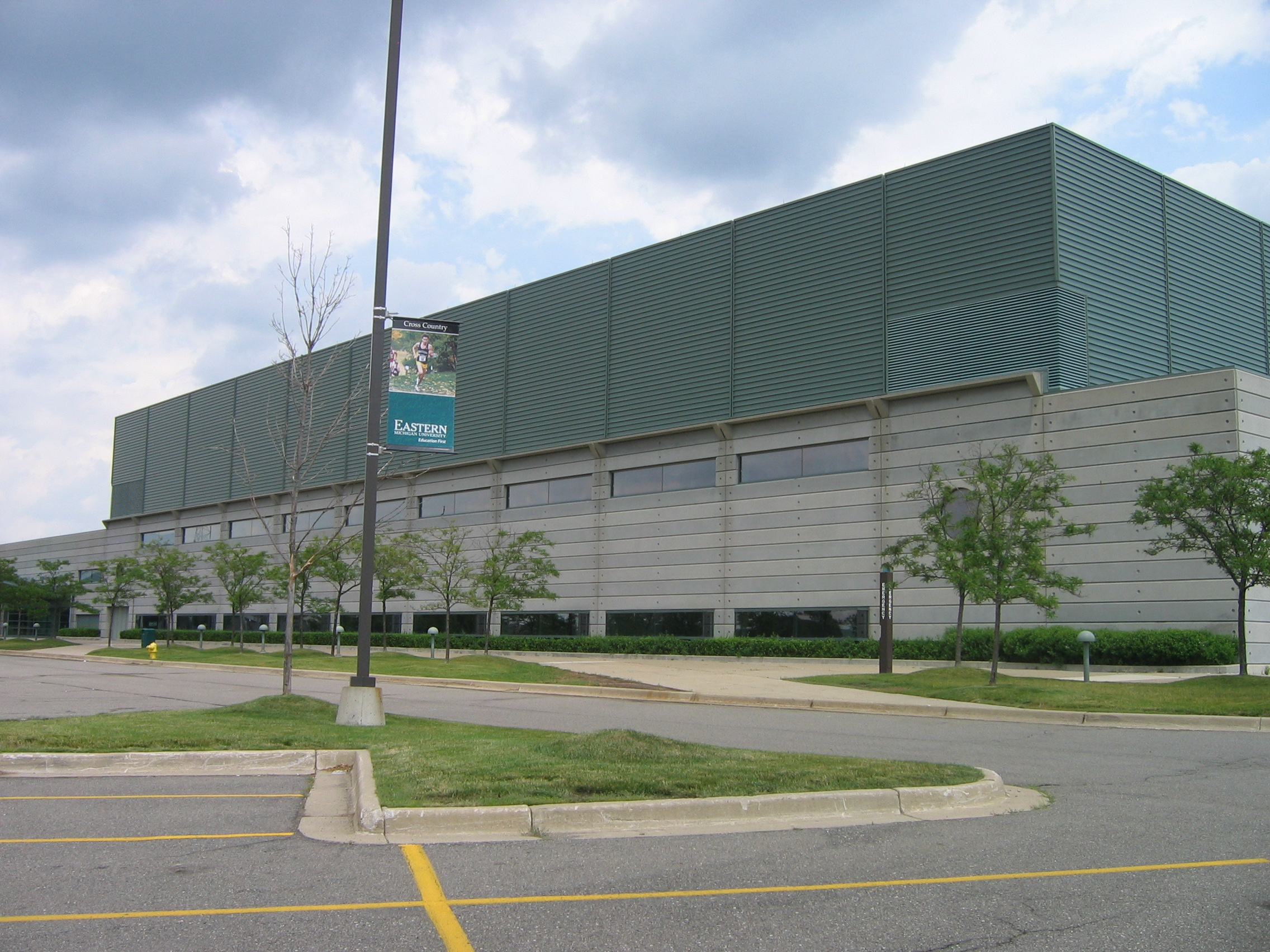
مركز الدعوة الاتحاد الاقتصادي والنقدي

نجحت فرق شرق ميشيغان الرياضية على المستوى الوطني، حيث فازت بثلاث بطولات وطنية من الرابطة الوطنية لرياضة الجامعات المستوى الثاني و13 بطولة وطنية منالرابطة الوطنية لرياضة الجامعات المستوى الأول في خمس رياضات مختلفة (البيسبول، سباق الضاحية للرجال، السباحة والغطس للرجال، المضمار والميدان الداخلي للرجال، والرجال المسار والميدان في الهواء الطلق).

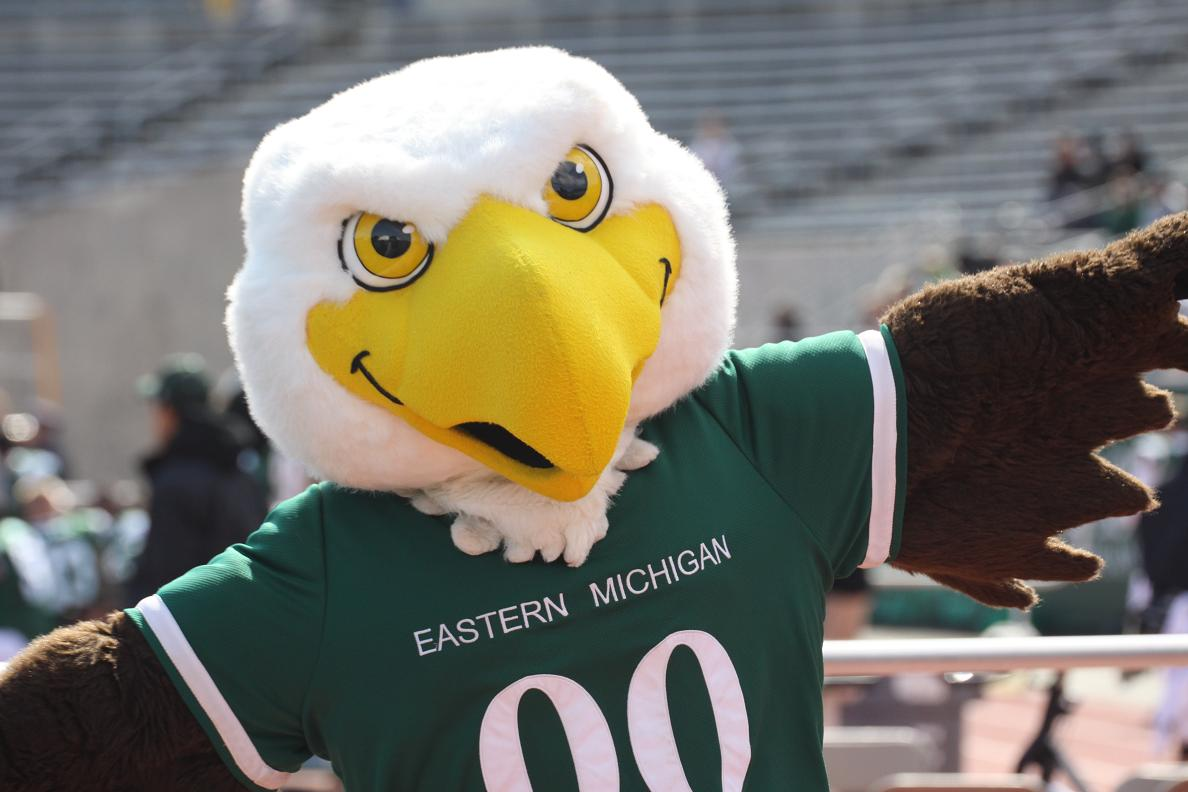
انقضاض ، تميمة جامعة ميشيغان الشرقية منذ 1994

كما كان الاتحاد النقدي الأوروبي هو الوصيف الوطني من الرابطة الوطنية لرياضة الجامعات القسم الأول مرتين في عامي 1940 و1976. في عام 1940، احتل فريق الرجال عبر الضاحية المركز الثاني بعد جامعة إنديانا. في عام 1976، هزم فريق البيسبول أمام جامعة أريزونا في المباراة النهائية لسلسلة بطولة العالم للكلية. النسور لديها أكبر عدد من بطولات جامعة ميشيغان الشرقية في رياضة واحدة، 29، في السباحة والغطس للرجال. بالنسبة إلى سباقات المضمار والميدان للرجال والسيدات (داخلي وخارجي)، يحمل بشكل جماعي الرقم القياسي لمعظم ألقاب جامعة ميشيغان الشرقية من بين جميع فرق ألعاب القوى في الاتحاد الاقتصادي والنقدي.

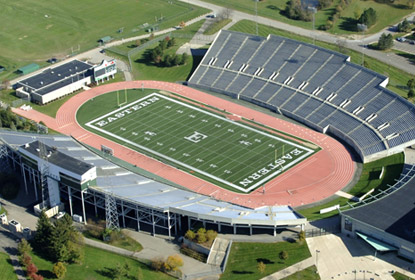
ملعب رينرسون

## روابط خارجية
- الموقع الرسمي
- موقع ويب شرق ميشيغان لألعاب القوى